# 批量销售
批量销售是指企业将其全部或几乎所有库存出售给单个买家，并且此类销售不属于正常业务过程。企業批量销售的目的通常是避免库存落入债权人之手。